# Portale di Santa Caterina

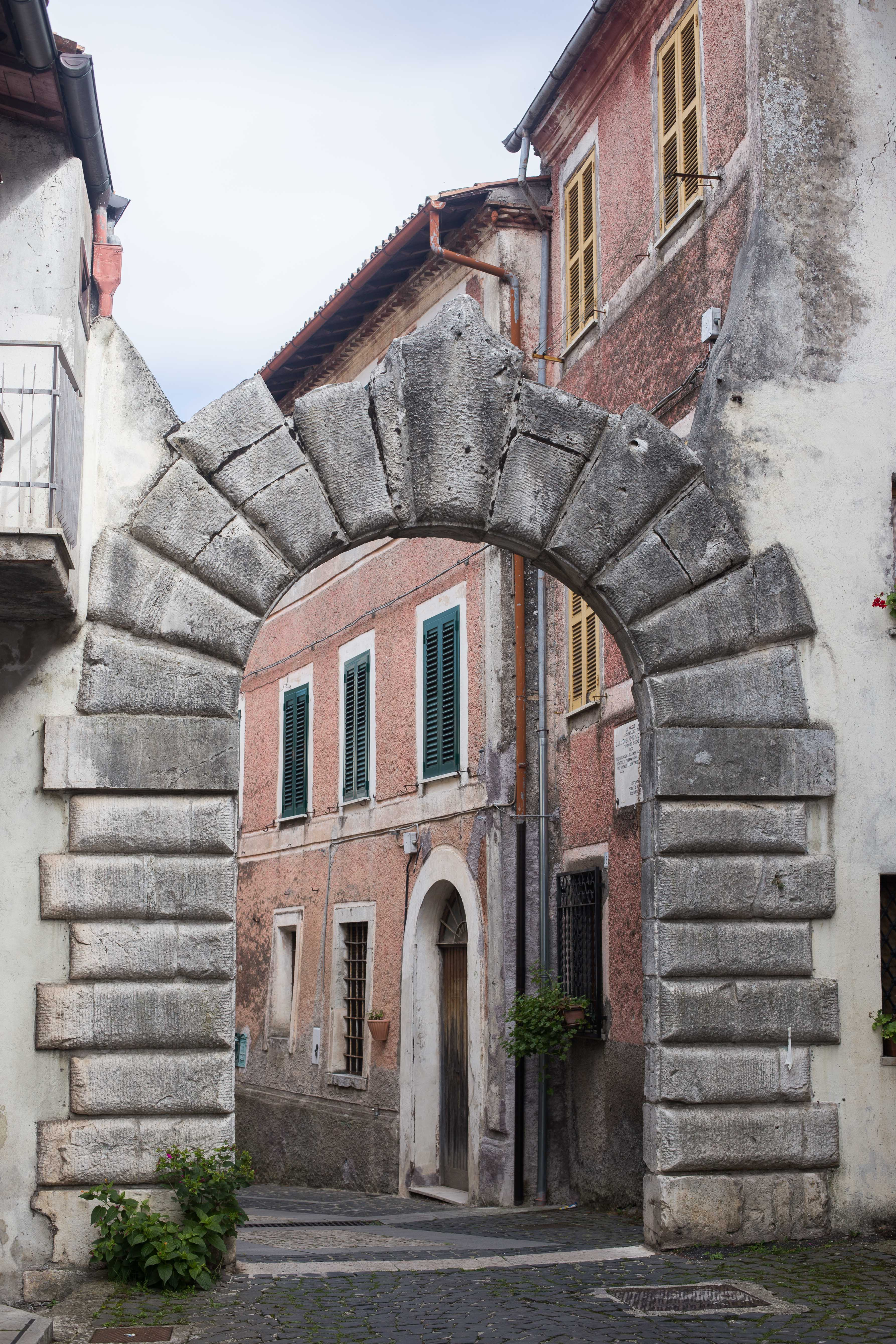

Il portale di Santa Caterina è un arco che anticamente permetteva l'accesso nel borgo di Riofreddo per quelle persone che provenivano da Roma, percorrendo la via Valerus vetus. 
Il manufatto è stato costruito utilizzando delle pietre calcaree collocate con il metodo bugnato. Il portale deve il suo nome alla chiesa dedicata a Santa Caterina, andata distrutta nel XIX secolo. In epoca contemporanea, l'arco ha subito un intervento di restauro. Il manufatto si trova nel centro storico del paese.